# Type (小柳ゆきのアルバム)
『Type』（タイプ）は、小柳ゆきの5枚目のオリジナル・アルバム。2003年9月25日発売。発売元はワーナーミュージック・ジャパン。

## 解説
オリジナル・アルバムとしては前作『buddy』以来、約1年1か月振りとなる。
カバーアルバム『KOYANAGI the COVERS PRODUCT 2』との同時発売となっている。

## 収録曲
1. we're alright
作詞：川村ヒロ/作曲：日高慶典/編曲：TATOO
2. Cross Colors -album version-(4:36)
作詞：小柳ゆき/作曲：原一博/編曲：TATOO
14thシングルのカップリング
3. Just free
作詞：川村ヒロ/作曲：日高慶典/編曲：高木茂治
4. Soldier
作詞：小柳ゆき/作曲：Joey Canbone・David Kater/編曲：P.C.R.
5. Movin' out
作詞：松井駿/作曲：山田直毅/編曲：TATOO
6. 溝
作詞：小柳ゆき/作曲：山田直毅/編曲：斉藤仁
7. Lovin' You -album version-(4:26)
作詞：松井駿、MIZUE/作曲：渡辺未来/編曲：斉藤仁
花王「エッセンシャル・ダメージケア」CMソング
13thシングルのアレンジ
8. PAY LOVE
作詞：小柳ゆき/作曲：Joey Canbone・David Kater/編曲：高木茂治
9. SUPER STAR
作詞：小柳ゆき/作曲：渡辺未来/編曲：G.Zou
10. ON THE RADIO (日本語ヴァージョン)(4:03)
作詞、作曲：Donna Summer and Giorgio Moroder/編曲：TATOO/訳詞：MIZUE
14thシングル
11. a start
作詞：小柳ゆき/作曲：Gajin/編曲：斉藤仁

[Bonus Track]
1. Lovin' you -Jazzy version-
編曲：P.C.R.

[Special Track]
1. 愛はかげろうのように(I've Never Been To Me)(4:03)
作詞、作曲：Ronald Norman & Ken Hirsch/編曲：TATOO
後に16thシングル「Love knot 〜愛の絆〜」にも収録された。

## 演奏
- 小柳ゆき：ボーカル
- TATOO, 高木茂治, 斎藤仁：キーボード、プログラミング
- R.Zou：ピアノ
- Dave Carpenter, バカボン鈴木, 石田太一：ベース
- Michael Thompson, Dean Peaks, 梶原順, 今泉洋, 古川望, 田代耕一郎, 目木とーる：ギター
- 飯倉正夫ストリングス：ストリングス
- Frank Marocco：アコーディオン
- 赤沢ジン：プロ・トゥールス
- Dorian Holley, Darryl Phinnessee, Jim Gilstrap, Marlena Jeter, Bridgette Bryant Blade, 仁科かおり, 永村かおる：コーラス